# Jiri Skobla
Jiri Skobla (Checoslovaquia, 6 de abril de 1930-18 de noviembre de 1978) fue un atleta checoslovaco, especializado en la prueba de lanzamiento de peso en la que llegó a ser medallista de bronce olímpico en 1956.

## Carrera deportiva
En los JJ. OO. de Melbourne 1956 ganó la medalla de bronce en el lanzamiento de peso, con una marca de 17.65 metros, siendo superado por los estadounidense Parry O'Brien que con 18.57 m batió el récord olímpico, y Bill Nieder (plata).